# DB InfraGO
DB InfraGO AG è un'azienda pubblica in forma di società per azioni con funzione di gestore dell'infrastruttura ferroviaria nazionale tedesca, partecipata al 100% da Deutsche Bahn. Gestisce la rete ferroviaria più grande dell'Europa.
La società è stata fondata il 27 dicembre 2023 dalla fusione di DB Netz e DB Station&Service.

## Storia
Negli ultimi anni, la puntualità e lo stato delle infrastrutture ferroviarie tedesche sono peggiorati, principalmente a causa della carenza di investimenti, parzialmente causata dalla privatizzazione di DB. Inoltre, la consistenza di due società separate responsabili, una responsabile delle infrastrutture ferroviarie (DB Netz) e l'altra delle stazioni ferroviarie (DB Station&Service) ha causato una mancanza di coordinamento tra le due aziende infrastrutturali, causando un ostacolo per far tornare alla normalità la puntualità dei treni.
Era chiaro che qualcosa doveva cambiare. Dopo le elezioni federali tedesche del 2021, nella coalizione "Traffic Light"/governo Scholz, è stato concordato un accorpamento di DB Netz e DB Station&Service per formare una divisione infrastrutturale orientata al bene comune all'interno di Deutsche Bahn.
Il Consiglio di Sorveglianza di Deutsche Bahn ha deciso di procedere con la fusione per formare DB InfraGO durante la sua riunione ordinaria del 27 settembre 2023. Secondo quanto dichiarato dal presidente del Consiglio di Sorveglianza, Werner Gatzer, la risoluzione ha creato la base giuridica per una società infrastrutturale orientata al bene comune. Nel corso dello stesso mese, il Consiglio Federale tedesco ha richiesto in una dichiarazione che la nuova entità fusa incorporasse anche DB Energie, una entità legale separata che DB aveva precedentemente creato per possedere e gestire la sua rete elettrica ferroviaria con un approccio relativamente unico. Nonostante ciò, la società rimane un'entità separata a partire da febbraio 2024.
I profitti di DB InfraGO saranno trasferiti direttamente al governo federale tedesco e non, come avveniva in passato, a Deutsche Bahn come società holding.

## Organizzazione
|            | 2023                  |
| ---------- | --------------------- |
| Dipendenti | 61.400                |
| Fatturato  | 7.535 milioni di euro |

Grazie alla fusione delle due società DB Netz e DB Station &amp; Service, all'interno di DB InfraGO sono state create le seguenti divisioni:

### Track division
La Track Division, precedentemente conosciuta come DB Netz, impiega circa 56.000 persone ed è responsabile della manutenzione, dell'operatività e della costruzione/espansione della rete ferroviaria tedesca. Ciò include, ad esempio, i capostazione (Fahrdienstleiter), i creatori degli orari dei treni (Fahrplanersteller) e il personale dei servizi di rete. In questa divisione sono inclusi anche gli specialisti nella manutenzione delle infrastrutture ferroviarie, sebbene i lavori di costruzione vera e propria siano spesso esternalizzati alla DB Bahnbau Gruppe (Società di Costruzione Ferroviaria) interna a DB o a imprese private.
In conformità con le linee guida del governo, questa suddivisione dovrebbe anche garantire che ogni azienda di trasporto ferroviario abbia accesso senza discriminazioni alla rete ferroviaria tedesca.

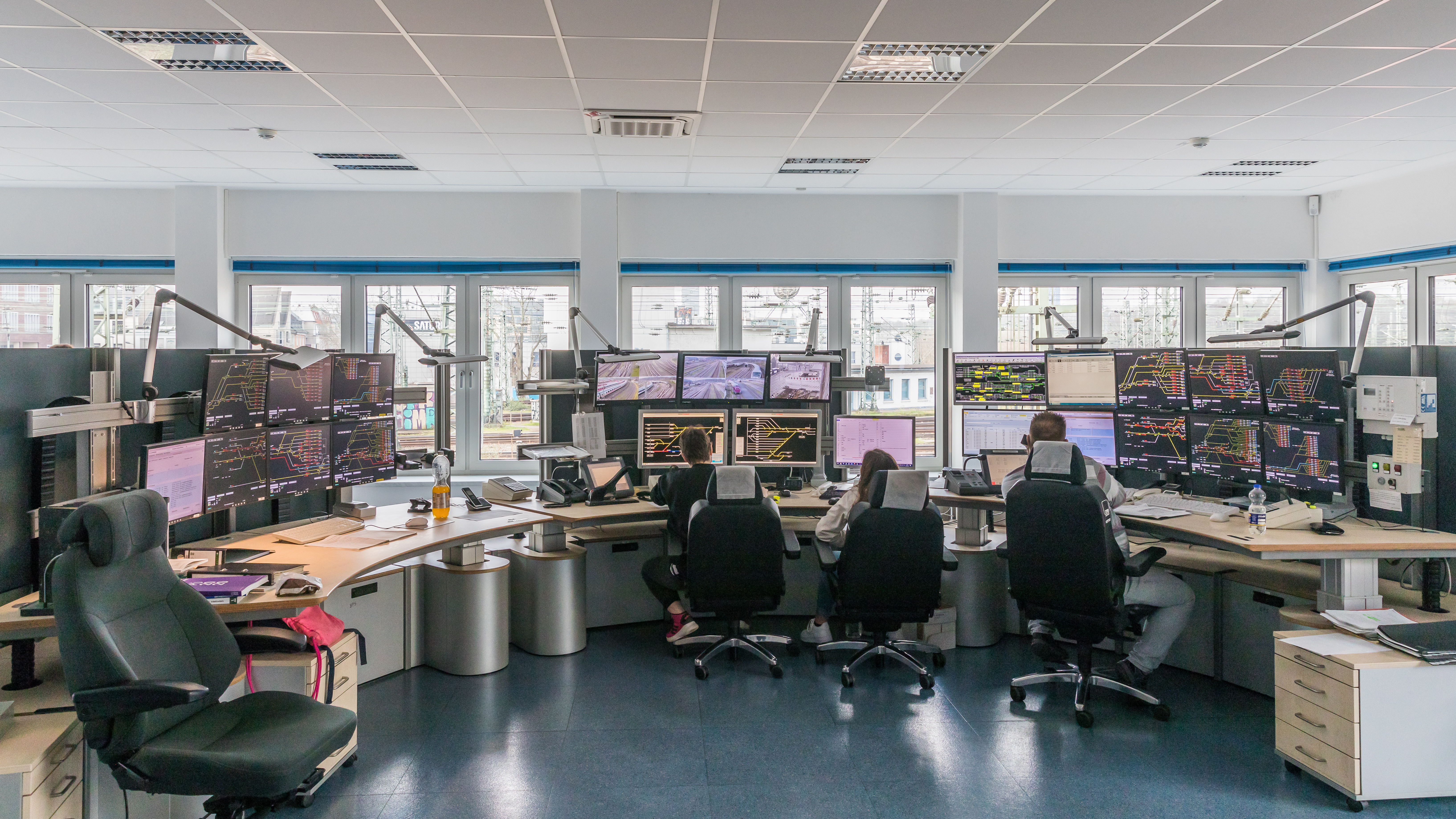
Sala di controllo stazione centrale di Colonia

|                                     | 2022                               |
| ----------------------------------- | ---------------------------------- |
| Prestazioni operative della rete    | 1.130 M. (chilometri del percorso) |
| Lunghezza del percorso di rete      | 33.400 chilometri                  |
| Lunghezza della rete (in km)        | 60.800 chilometri                  |
| Deviatoi e giunzioni                | 64.760                             |
| Passaggi a livello                  | 13.530                             |
| Gallerie ferroviarie                | 745                                |
| Ponti ferroviari                    | 25.719                             |
| Cabine di segnalazione/interblocchi | 3.850                              |

### Divisione stazione passeggeri
La divisione delle stazioni passeggeri, precedentemente conosciuta come DB Station & Service, è responsabile dell'operazione, della manutenzione e dell'organizzazione di circa 5.400 stazioni di trasporto in Germania. Questo settore include, ad esempio, i dipendenti dei punti informativi DB, i supervisori delle banchine e numerosi altri dipendenti che permettono alle compagnie ferroviarie e ai clienti aziendali di accedere alle infrastrutture delle stazioni.
In questo settore lavorano oltre 8.000 persone.

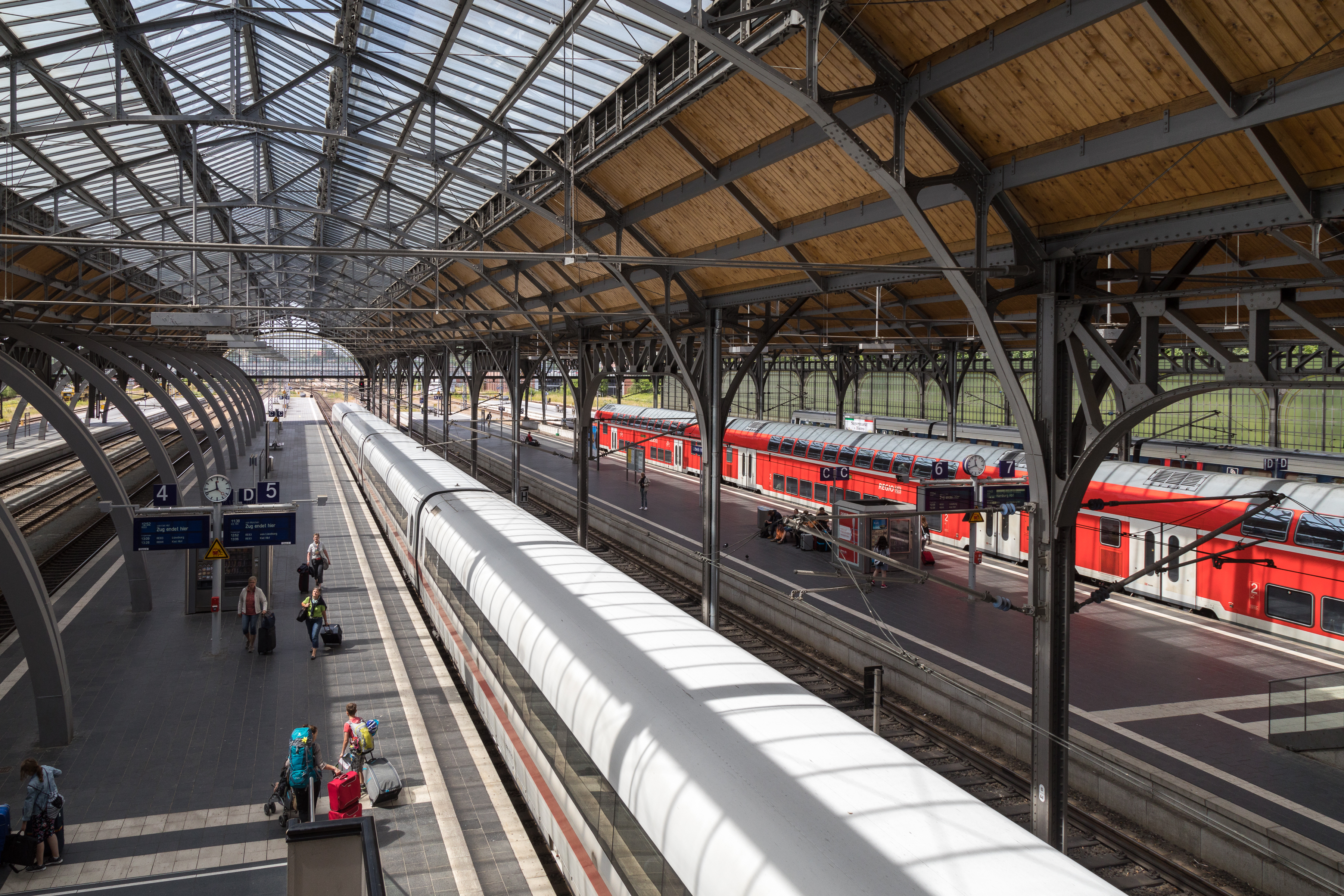
Stazione centrale di Lubecca

|                                                                       | 2022    |
| --------------------------------------------------------------------- | ------- |
| Imbarchi all'anno                                                     | 156 M.  |
| Visitatori giornalieri della stazione                                 | 21 mesi |
| Operatori di trasporto ferroviario che servono le stazioni DB InfraGO | 120     |
| Stazioni ferroviarie attive                                           | 5.400   |
| Fabbricati viaggiatori                                                | 700     |

## Riabilitazione generale della rete

### Piano e obiettivi

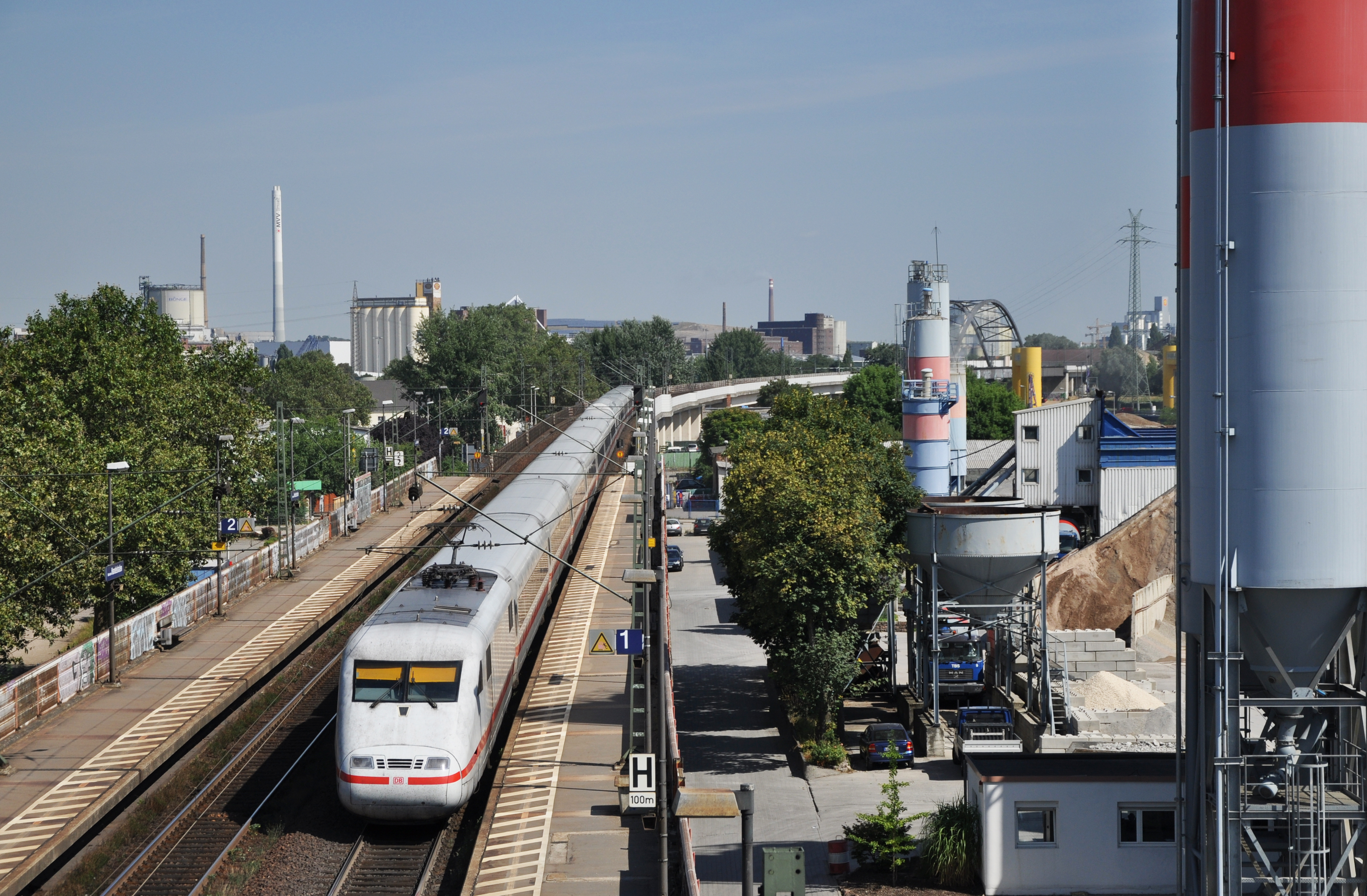
Un ICE sulla Riedbahn a Mannheim

A causa della scarsa manutenzione nella manutenzione delle infrastrutture ferroviarie negli ultimi decenni, a partire dalla parziale privatizzazione, circa 40 corridoi della rete DB InfraGO sono classificati come sovraccarichi. Tra questi ci sono, tra gli altri: le linee ferroviarie Mannheim–Francoforte (Riedbahn), Berlino–Amburgo e Emmerich–Oberhausen (Hollandstrecke).
In risposta a questa situazione, il Ministero Federale per la Digitalizzazione e i Trasporti, insieme al consiglio di amministrazione di Deutsche Bahn, ha presentato un piano di ristrutturazione nell'estate del 2023. Entro il 2030, le 40 tratte interessate dovranno essere completamente rinnovate attraverso chiusure, alcune delle quali della durata di diversi mesi, al fine di aumentarne la capacità e ridurre la frequenza delle interruzioni. A tal fine, DB ha ricevuto un ulteriore capitale proprio di 12,5 miliardi di euro e, con la creazione di DB InfraGO, avviata nel gennaio 2024, ha il compito di espandere i corridoi.

## Partecipazioni
DB InfraGO AG detiene almeno il 50% delle seguenti società:
- DB Fahrwegdienste GmbH
- Deutsche Umschlaggesellschaft Schiene-Straße
- SIGNON Deutschland GmbH
- DB Broadband GmbH
- DB RegioNetz Infrastruktur GmbH
- Digitale Schiene Deutschland | DSD Digitale Schiene Deutschland GmbH
- MEKB GmbH (Mein EinkaufsBahnhof GmbH)
- DB BahnPark GmbH

Queste aziende fanno parte della rete di infrastrutture e servizi di DB InfraGO, che si occupa di vari aspetti legati alla gestione, digitalizzazione e sviluppo della rete ferroviaria in Germania.